# The Italian Bob
"The Italian Bob" är avsnitt åtta från säsong 17 av Simpsons och sändes 11 december 2005. I avsnittet gästskådespelar Kelsey Grammer för nionde gången Sideshow Bob och Maria Grazia Cucinotta för första gången som Francesca. I avsnittet besöker familjen Simpsons Italien. Avsnittet har vunnit två priser, en Emmy Award och en Writers Guild of America Award. Avsnittet skrevs av John Frink och regisserades av Mark Kirkland.

## Handling
Efter att Mr. Burns blivit retad av skolbarnen på Springfield Elementary School för sin gamla bil skickar han iväg Homer Simpson, som tillsammans med sin familj ska hämta hans nya Lamborgotti Fasterossa från bilfabriken i Italien. Efter att familjen hämtat bilen åker de lite runt i landet med bilen innan den förstörs av att en stor mortadellaost krockar med bilen. De knuffar bilen fram till Toscanabyn Salsiccia och bokar tid med borgmästaren, den enda i staden som kan tala engelska.
Borgmästaren visar sig snart vara Sideshow Bob som berättar att han har startat ett nytt liv. Sideshow Bob berättar för familjen att vid ankomsten till byn var han inte uppskattad från början men blev det senare vid skördetiden då byns invånare upptäckte att han hade stora fötter. Han berättar också att han har gift sig med Francesca och fått en son, Gino. Hans nya familj vet inget om hans mörka bakgrund och han lovar fixa bilen mot att familjen inte talar om för någon i byn om hans bakgrund.
Innan familjen senare ska lämna Salsiccia anordnar Bob en fest där han låter Lisa dricka lite vin och hon blir snabbt berusad och berättar om hans mörka bakgrund. Sedan stadens invånare har insett borgmästarens bakgrund lovar han att hämnas på familjen Simpson, och familjen bestämmer sig snabbt för att lämna byn. Sideshow Bob följer efter dem i en Ducati 999. Homer kraschar sen bilen i Trajanuskolonnen. Sideshow Bob ger då upp jakten, men Bobs fru och son kommer då ikapp Sideshow Bob och lovar hjälpa honom med hämnden, eftersom de accepterar hans bakgrund. 
Efter att Lisa ser på en annonstavla att Krusty uppträder med Pagliacci i Colosseum bestämmer de sig för att söka upp honom så att de kan hjälpa honom från Sideshow Bob. Krusty låter familjen medverka i showen eftersom han tror att Bob inte kan döda dem med så många vittnen, men Sideshow Bob, Francesca och Gino upptäcker deras plan och bestämmer sig för att också medverka i pjäsen för att få publiken att tro att familjen Simpson ska dödas.
Mitt under föreställningen lyckas Bob byta ut honom mot Krusty, och han börjar sjunga Vesti la giubba framför publiken, medan Francesca och Gino försöker döda familjen Simpson. Precis innan de ska dödas kommer Krusty inkörande med en limousin som plockar upp familjen. Han åker tillbaka till USA med dem, mot att han hjälper dem smuggla in antikföremål till landet. Sideshow Bob och hans familj är upprörda över att de lyckades fly igen, men bestämmer sig för att börja planera en ny kupp mot familjen.

## Mottagande
Kelsey Grammer vann en Emmy Award för "Outstanding Voice-Over Performance" för hans medverkande som Sideshow Bob i avsnittet. Detta var tredje gången som en gästskådespelare fått priset från serien, tidigare har det varit Marcia Wallace och Jackie Mason. Avsnittet vann också en Writers Guild of America Award för 2006 i kategorin för animering. Avsnittet har studerats på University of California, Berkeley, för att undersöka frågor om produktion och hänvisning av landet, i detta fall i en satirisk tecknad TV-serie".